# Golesze Małe
Golesze Małe – wieś w Polsce położona w województwie łódzkim, w powiecie piotrkowskim, w gminie Wolbórz.
W latach 1975–1998 miejscowość administracyjnie należała do województwa piotrkowskiego.
Zobacz też: Golesze Duże, Golesze-Parcela, Goleszewo